# Helmut Eichholzer
Helmut „Heli“ Eichholzer (* 16. Dezember 1975 in Kuchl) ist ein österreichischer Gleitschirmpilot und ehemaliger Ringer.

## Karriere als Ringer
Vor seiner Karriere als Gleitschirmpilot war Eichholzer Ringer. Nach einem achten Platz bei den Jugend-Europameisterschaften 1994 gewann er 1995 den Staatsmeistertitel in der Gewichtsklasse bis 57 kg. 2000 errang er mit dem AC Wals den Mannschaftstitel.

## Karriere als Gleitschirmpilot
Eichholzer ist sechsfacher österreichischer Staatsmeister im Gleitschirmfliegen (2003, 2005, 2006, 2008, 2011 und 2013). Seit 2002 hat er einen festen Platz in dem österreichischen Nationalteam, mit dem er bei der Weltmeisterschaft 2003 in Portugal die Silbermedaille gewann. Bei derselben Veranstaltung belegte er den 5. Rang im Einzelwettbewerb. Bei der Weltmeisterschaft 2009 in Mexiko landete er auf dem 8. Rang. 2011 erflog er mit einer Distanz von 268,5 km (FAI-Dreieck) einen neuen Weltrekord.
2005 nahm Eichholzer bei der zweiten Austragung des Red Bull X-Alps zum ersten Mal teil und erreichte als 4. das Ziel in Monaco. Bei seiner zweiten Teilnahme 2009 wurde er aufgrund einer Luftraumverletzung disqualifiziert und bei seiner bisher letzten Teilnahme 2011 erreichte er den 13. Platz.
An der Austragung 2013 nahm er nicht teil, fungierte aber als Experte für die tägliche Berichterstattung des österreichischen Senders ServusTV.

## Auszeichnungen
2004 erhielt er das Silberne Ehrenzeichen für Verdienste um die Republik Österreich.